# 火曜は全力!華大さんと千鳥くん
『火曜は全力!華大さんと千鳥くん』（かようはぜんりょく! はなだいさんとちどりくん）は、関西テレビ（カンテレ）の制作により、フジテレビ系列で2021年4月6日から毎週火曜日 22時 - 22時54分（JST）に放送されているバラエティ番組。博多華丸・大吉と千鳥の冠番組。通称「華大千鳥」。

## 概要
同枠で放送していた『華丸大吉&千鳥のテッパンいただきます!』の放送終了に伴い、放送開始。
世間では「おじさん」と言われる4人（博多華丸・大吉、千鳥）がゲストと共に様々な企画にチャレンジする。放送開始時は準レギュラーが進行、レギュラーがパネラー・プレイヤーとして展開していたが、次第にコーナーによっては準レギュラーもパネラーとして加わるようになり、現在はゲスト以外のメンバーでコーナー毎に進行役とパネラーをローテーションするようになる。
番組終了間際には画面右上に後座番組『セブンルール』→『火ドラ★イレブン』の予告テロップが関西テレビのマスターからの送出で表示されるが、後続の23時枠が『セブンルール』→『火ドラ★イレブン』ではなく『news zero』（日本テレビ）の同時ネットとなっているテレビ大分に配慮し「※一部地域除く」という但し書きを付けている。
収録は隔週土曜日にレモンスタジオで行われるが、放送回によっては関西テレビのスタジオで行われる場合もある。
2024年10月期の番組改編に伴い、前座の21時枠にフジテレビ制作のドラマ枠が編成される様になったため、カンテレ製作の全国ネット向けのバラエティ番組はこの唯一となった。また、このドラマが拡大スペシャルを行う場合は放送開始時間が繰り下がる事がある。この影響で当番組の拡大スペシャルが激減し、2025年7月1日に2時間SPが放送されるまで全て通常編成となった。

## 出演者

### レギュラーメンバー
- 博多華丸・大吉
  - 博多華丸■
  - 博多大吉■
- 千鳥
  - 大悟■
  - ノブ■

### 準レギュラーメンバー
- かまいたち
  - 山内健司■
  - 濱家隆一■

2022年の全放送回で未出演は2回、以降毎回出演しているためレギュラーメンバーと同じ扱いで番組が進行されている。ただし、公式Xの反省会には登場しない。
- ダイアン
  - 津田篤宏■
  - ユースケ■

「ビストロダイアン」「料理6連単」など一部コーナーの進行係として出演する。その他のコーナーにもゲストプレイヤーとして出演する場合もある。公式ホームページなどにはゲストとして記載される。

### 備考
- 衣装はジャージ、Tシャツ。（一部コーナーを除く）
- 名前の横にあるのは番組内でのイメージカラー。これは衣装やテロップなどに使用されており、ゲストもそれに従いレギュラーメンバー及び準レギュラーメンバーの8色以外のイメージカラーが付けられる。
- 一部のレギュラーメンバー及び準レギュラーメンバー（主に濱家）は進行を務める場合があり（コーナーのタイトルコールはノブが担当）、進行を担当する者は通常の衣装ではなくスーツを着用する。
- 放送開始3年目の2023年4月4日放送回より全員の衣装をリニューアル。2024年2月20日放送回からノブの衣装が変更。
- ナレーションからの呼び名は華丸・大吉は「○○さん」、千鳥及び準レギュラーは「○○くん」。ゲストも同様に年代に応じて異なる敬称が付けられる。

## 主な企画
この項目における「全員」は華丸大吉・千鳥・かまいたちの6人のことを指す。

### 6連単! ぴったり当てたら100万円
出演：全員+ゲスト1～2名（ダイアンは料理6連単のみ登場）
競馬を模したゲームで1位から6位までのランキングを当てる企画。ランキングの結果が予想と全く同じならば賞金100万円を獲得できる。ヒントが1回使用可能で、1位～3位のAクラスか4位～6位のBクラスかを1人だけ教えてもらえる。
票数が同数で並んだ場合は決選投票を行い最終的なランキングを決定する。

#### ○○なのは誰? ランキング
毎回レギュラーメンバーとゲストを含むアンケートを東京都内などで男女30名に事前に実施し、出演者全員で予想しながら乗馬に見立てた椅子に座る。7～8人のうちアンケートの対象になっていないメンバーは進行を担当する。

#### 大声チャレンジ
別室で待機しているゲスト芸人にある特定の言葉をレギュラーメンバーとゲストが1人ずつ交代で言わせるように会話し、その特定の言葉の大きさを測る。こちらはランキングの予想を先に行ってから挑戦する。7～8人のうちアンケートの対象になっていないメンバーは進行を担当する。

#### 料理6連単
レギュラーメンバー6人がゲストに料理を振る舞い、ゲストが美味しいと思った料理をランキングで予想する。ランキングはゲストが全員の料理を食べてから行い、その直後予想を行う。撮影は通常のスタジオではなく、屋外やフジテレビの調理室で行われる。大吉は家電や機材を使った料理、山内は出身地である島根県産のシジミを使った料理を行うのが定番である。

### スパイ1/7
出演：全員+ゲスト2名（濱家は司会）
濱家を除くレギュラーメンバー5人とゲスト2人の合計7人が3つのゲームに挑戦し、賞金獲得を目指す企画。ただし、7人のうち1人がくじ引きで「スパイ」となり、他のメンバーに気付かれないようにゲームを失敗させようとする。ゲームを1つ成功させるとプレイヤーに賞金10万円が加算されるが、失敗するとスパイに失敗報酬として賞金10万円が加算される。3つのゲームを終えた後、全員がアンケートボックスにスパイだと思う人のカードを一枚ずつ入れ（自分に投票しても良い）、最も票を集めた人がスパイ最終容疑者となる。スパイ最終容疑者が実際にスパイだった場合、プレイヤーチームの勝利となり、スパイの失敗報酬の賞金が没収される。違う人だった場合はスパイの勝利となり、プレイヤーチームの賞金が没収される。2024年9月17日放送分の2時間スペシャルと2025年7月8日放送分の90分スペシャルではスパイが通常より1人多い『スパイ2/7』として行われた。

### 人気メニューor商品カウントダウン10回できたら100万円
出演：全員+ゲスト1名（濱家は司会）
濱家を除くレギュラーメンバー5人とゲスト1人の合計6人が、人気チェーン店のメニューや食品メーカーの商品のランキングを低い順から当てる企画。挑戦は10回行うが、予想より高い商品を選んだ場合のみ1回だけやり直しができる。全てのチャレンジが終了時点でこれまでカウントダウン成功させた所までに応じた賞金を獲得でき、10回連続で成功すれば100万円を獲得できる。ただし、全30品のうちトップ3を先に当ててしまうとその時点でゲームオーバーとなり賞金も没収される。チェーン店の場合、撮影は店内で行われる。

### 究極2択 マップタツ　→　満票だったら100万円! ザ・ベストアンサー
出演：全員+ゲスト1名（濱家は司会）
濱家を除くレギュラーメンバー5人とゲスト1人の合計6人が、出されたお題でそれぞれ回答をフリップに出し、別室にいる30人の一般人にアンケートを実施して票を多く獲得していくコーナー。一般人はお題に対し最も共感する回答をしたプレイヤー（ベストアンサー）に票を入れる。最も多く票を得たプレイヤーのみ票の数×5000円～1万円分の賞金を獲得でき、満票の場合賞金100万円を獲得できる。回答は一度だけ変更可能。
開始当初は賞金が1票1000円の代わりにプレイヤー1人につき1回だけ賞金アップカード（そのテーマで1位になった際賞金が10倍→5倍にアップする。）が使えるルールだった。
「究極2択 マップタツ」の時代は2択のうち1択が先に出され、30人のうち半分の15人が回答するようプレイヤーはもう1択を全員で考察し、成功すると賞金100万円を獲得できるというコーナーだった。

### DAIAN×DAIAN×DAIAN　→　ビストロダイアン
出演：ダイアン+全員+ゲスト1名　→　ダイアン+全員+ゲスト3名（ゲストのうち2人はチームとして料理に参加）
タイトルの通りダイアンが司会のコーナー。かつて同局でSMAPが司会を務めた番組『SMAP×SMAP』の人気コーナー「BISTRO SMAP」のパロディ企画。元々は番組の大喜利企画で「ゴールデンタイムなのに視聴率0.1％の番組とは」というお題に大吉が答えたもの。当初は「BISTRO SMAP」とほぼ同じ進行でダイアンがゲストとトークしている最中に、レギュラーメンバー6人が2チームに分かれて料理を行い、コーナーの最後には津田が「○○対決、判定は!?」と聞き、対決の勝敗を決めていた。本家において香取慎吾が担当していた「おいしいリアクション」のコスプレはユースケが担当。
2022年1月25日を最後に行われず、料理コーナーは上記の「料理6連単」と入れ替わり、進行は引き続きダイアンが行っていたがゲストとのトークが行われなくなる。2023年9月12日に「ビストロダイアン」として復活、「料理6連単」と「BISTRO SMAP」を織り交ぜた進行でチームはそれぞれのコンビとゲストプレイヤー2人によるチームの合計4チームで対決するようになった。ゲストとのトークは行われないがユースケによる「おいしいリアクション」は復活。「料理6連単」同様、大吉は最新家電を使った料理、山内は島根県産のシジミを食材に取り入れ、それを、料理が得意な濱家に食材に入れて欲しいと頼むのが定番になっている。

### VS強豪校
出演：全員+ゲスト1名（司会は女子アナまたは女性ゲストが担当）
全国に名を馳せる強豪校とスポーツでハンデマッチで対決。点数や成績に応じ賞金が積み立てられていく。なお、対戦相手の強豪校には対戦のお礼としてスポーツ用品がプレゼントされる。
2024年6月18日放送分までは競技の合間と競技終了後にトークタイムがあり、それぞれヘッドギアに付けたモニターにNGワードが表示され、そのNGワードを2回（2024年6月18日分では3回）言ってしまうと賞金獲得の権利が剥奪。最終的に生き残った人のみで賞金を山分けする。
2024年8月27日放送分からは競技終了後に「賞金剥奪投票タイム」を実施。ミスを犯した・暴言などでチームの輪を乱したなど「賞金を山分けしたくない人」をそれぞれが投票。1票でも入った場合は賞金獲得権利を剥奪。1票も入らなかった人のみで賞金を山分けする。
2025年3月4日放送分からは企画をリニューアル。全員で協力して海外旅行を目指すシステムとなり、10勝達成で海外旅行の権利を獲得できる。また、当企画専用のユニフォームが作成された。対戦相手は勝利すれば今1番欲しいものが賞品としてプレゼントされる。なお、対戦のお礼のプレゼントも引き続き行われる。

### ツダウト
出演：全員+ダイアン+ゲスト
MCディーラーのダイアン津田がランダムにカードを配り、出演者はカードによりホントもしくはウソのエピソードを話していく。ディーラー津田が考察しホントだと思ったら「スルー」、ウソだと思った場合は「ツダウト！」とコールし当てるゲーム。初回はディーラーvs出演者で勝負したが、早くも二回目で津田がディーラーから降格し、他の出演者同様エピソードを話す立場に参加しシステムもチーム戦となった。

## 放送リスト

### 2021年
| 回 | 放送日   | 放送内容                                                         | ゲスト | 備考                                  | 出典   |
| -- | -------- | ---------------------------------------------------------------- | --- | ------------------------------------- | ------ |
| 1  | 04月06日 | 覆面さんと遊ぼう! 第1回芸能人カードバトル クイズ! 誰の人生ゲーム | かまいたち チョコレートプラネット 朝日奈央 中岡創一（ロッチ） 関口メンディー（EXILE） 坂口健太郎 | 初回2時間スペシャル （21:00 - 22:48） | [ 5 ]  |
| 2  | 04月13日 | 6連単ぴったり当てたら100万円                                     | かまいたち 今田耕司 | 22:15 - 23:09に放送                   | [ 7 ]  |
| 3  | 04月20日 | クセがすごい観客大喜利                                           | ゆりやんレトリィバァ 狩野英孝 |                                       | [ 8 ]  |
| 4  | 04月27日 | 覆面さんと遊ぼう!                                                | マヂカルラブリー |                                       | [ 9 ]  |
| 5  | 05月04日 | 味覚伝言ゲーム 芸人仲間の全力挑戦状                              | 黒沢かずこ（森三中） 5GAP デヴィ・スカルノ 渋谷凪咲（NMB48） 見取り図 | 『クセバラWEEK』の一環として放送      | [ 10 ] |
| 6  | 05月11日 | 第2回芸能人カードバトル                                          | 神田愛花 |                                       | [ 11 ] |
| 7  | 05月18日 | クイズ! 誰の人生ゲーム 芸人仲間の全力挑戦状                      | 鬼越トマホーク インポッシブル 北乃きい 渋谷凪咲（NMB48） 見取り図 |                                       | [ 12 ] |
| 8  | 05月25日 | 6連単ぴったり当てたら100万円                                     | かまいたち 宮川大輔 |                                       | [ 13 ] |
| 9  | 06月01日 | クセがすごい観客大喜利                                           | 西田幸治（笑い飯) 生見愛瑠 |                                       | [ 14 ] |
| 10 | 06月08日 | 覆面さんと遊ぼう!                                                | かまいたち 宮下草薙 生見愛瑠 |                                       | [ 15 ] |
| 11 | 06月15日 | 芸人魔術対戦                                                     | かまいたち 津田篤宏（ダイアン） | 22:30 - 23:24に放送                   | [ 17 ] |
| 12 | 07月06日 | 覆面さんと遊ぼう!                                                | かまいたち 髙橋優斗（HiHi Jets） | 22:15 - 23:09に放送                   | [ 19 ] |
| 13 | 07月13日 | くっきー! と天竺鼠・川原が番組乗っ取り「W徹子の部屋」            | かまいたち みちょぱ くっきー!（野性爆弾） 川原克己（天竺鼠） |                                       | [ 20 ] |
| 14 | 07月20日 | 6連単ぴったり当てたら100万円                                     | かまいたち 川島明（麒麟） |                                       | [ 21 ] |
| 15 | 07月27日 | 華大千鳥の魅力                                                   | 徳井健太（平成ノブシコブシ） 間宮祥太朗 宮下草薙 生見愛瑠 |                                       | [ 22 ] |
| 16 | 08月10日 | クセがすごい観客大喜利                                           | 山内健司（かまいたち） 山之内すず |                                       | [ 23 ] |
| 17 | 08月17日 | 6連単ぴったり当てたら100万円                                     | かまいたち 松坂桃李 |                                       | [ 24 ] |
| 18 | 08月24日 | 第3回芸能人カードバトル                                          | 神田愛花 |                                       | [ 25 ] |
| 19 | 08月31日 | DAIAN×DAIAN×DAIAN                                                | かまいたち ダイアン 高橋克典 |                                       | [ 26 ] |
| 20 | 09月07日 | 6連単ぴったり当てたら100万円                                     | かまいたち バカリズム |                                       | [ 27 ] |
| 21 | 09月14日 | 6人成功で100万円 プレッシャーバトン                              | 出川哲朗 河合郁人（A.B.C-Z） |                                       | [ 28 ] |
| 22 | 09月21日 | 秋の視聴者大還元祭 6連単ぴったり当てたら200万円ツアー            | かまいたち ダイアン 浜口京子 瀬下豊（天竺鼠） 尾形貴弘（パンサー） チャンカワイ（Wエンジン） 生見愛瑠 5GAP | 2時間スペシャル （21:00 - 22:48）     | [ 29 ] |
| 23 | 10月05日 | 第4回芸能人カードバトル 6連単ぴったり当てたら100万円             | かまいたち 田中卓志（アンガールズ） 柴田阿弥 | 2時間スペシャル （21:00 - 22:48）     | [ 30 ] |
| 24 | 10月19日 | クセがすごい観客大喜利 6連単ぴったり当てたら100万円              | かまいたち 岡田結実 中岡創一（ロッチ） 小林直己（EXILE） 佐藤大樹（EXILE） 橘ケンチ（EXILE） 世界（EXILE） 黒木啓司（EXILE） 斎藤司（トレンディエンジェル） 槙原寛己 岡島秀樹 片岡篤史 五十嵐亮太 パンチ佐藤 ビビる大木 後藤輝基（フットボールアワー） | 2時間スペシャル （21:00 - 22:48）     | [ 31 ] |
| 25 | 11月02日 | DAIAN×DAIAN×DAIAN                                                | ダイアン 大谷亮平 瀬下豊（天竺鼠） サンシャイン池崎 |                                       | [ 32 ] |
| 26 | 11月09日 | クセがすごい観客大喜利                                           | 千原ジュニア（千原兄弟） 久保田かずのぶ（とろサーモン） レイザーラモンRG 塚地武雅（ドランクドラゴン） 渋谷凪咲（NMB48） |                                       | [ 33 ] |
| 27 | 11月16日 | 6連単ぴったり当てたら100万円                                     | かまいたち 小籔千豊 |                                       | [ 34 ] |
| 28 | 11月23日 | 6人成功で100万円 プレッシャーバトン                              | 鬼越トマホーク |                                       | [ 35 ] |
| 29 | 11月30日 | 6連単ぴったり当てたら100万円                                     | かまいたち 秋山竜次（ロバート） |                                       | [ 36 ] |
| 30 | 12月07日 | 6人成功で100万円 プレッシャーバトン                              | 秋山竜次（ロバート） 小島瑠璃子 |                                       | [ 37 ] |
| 31 | 12月14日 | 第5回芸能人カードバトル                                          | ダイアン |                                       | [ 38 ] |
| 32 | 12月21日 | クセがすごい観客大喜利                                           | ハリウッドザコシショウ 髙橋ひかる 東貴博 布川ひろき（トム・ブラウン） 井上和香 佐藤江梨子 藤崎奈々子 安田美沙子 山田まりや ジャイアント白田 菅原初代 MAX鈴木 もえのあずき ロシアン佐藤                                                                 |                                       | [ 39 ] |

### 2022年
| 回 | 放送日   | 放送内容                                                         | ゲスト                                                                  | 備考 | 出典   |
| -- | -------- | ---------------------------------------------------------------- | ----------------------------------------------------------------------- | --- | ------ |
| 33 | 01月04日 | 6人成功で100万円 プレッシャーバトン 6連単ぴったり当てたら100万円 | 白石麻衣 菅田将暉                                                       | 2時間スペシャル （21:00 - 22:48） 「6連単」のコーナーのみ寝坊により大悟が欠席。 これを受けて番組終盤に罰ゲームロケの様子が放送された。 | [ 41 ] |
| 34 | 01月11日 | 6連単ぴったり当てたら100万円                                     | 野田クリスタル（マヂカルラブリー）                                      | | [ 42 ] |
| 35 | 01月18日 | 6人成功で100万円 プレッシャーバトン                              | 春日俊彰（オードリー） フワちゃん                                       | | [ 43 ] |
| 36 | 01月25日 | DAIAN×DAIAN×DAIAN                                                | TAKAHIRO（EXILE） チェリー吉武 渋谷凪咲（NMB48）                        | | [ 44 ] |
| 37 | 02月01日 | 6連単ぴったり当てたら100万円                                     | ヒロミ                                                                  | | [ 45 ] |
| 38 | 02月08日 | 6連単ぴったり当てたら100万円                                     | 陣内智則                                                                | | [ 46 ] |
| 39 | 02月15日 | 6連単ぴったり当てたら100万円                                     | 城田優                                                                  | | [ 47 ] |
| 40 | 02月22日 | スパイ1/7                                                        | 中岡創一（ロッチ） 渋谷凪咲（NMB48）                                    | | [ 48 ] |
| 41 | 03月08日 | 7人成功で100万円 プレッシャーバトン 6連単ぴったり当てたら100万円 | EXIT 生見愛瑠 近藤春菜（ハリセンボン） 小松菜奈 坂口健太郎 ニューヨーク | 2時間スペシャル （21:00 - 22:48） | [ 49 ] |
| 42 | 03月15日 | 6連単ぴったり当てたら100万円                                     |                                                                         | | [ 50 ] |
| 43 | 03月22日 | 人気メニュー当てれば100万円! カウントダウン6                     | 佐藤隆太 近藤春菜（ハリセンボン）                                       | | [ 51 ] |
| 44 | 04月12日 | 7人成功で100万円 プレッシャーバトン 6連単ぴったり当てたら100万円 | 西野七瀬 飯豊まりえ 春日俊彰（オードリー）                              | 2時間スペシャル （21:00 - 22:48） | [ 52 ] |
| 45 | 04月26日 | スパイ1/7                                                        | 本田翼 野田クリスタル（マヂカルラブリー）                               | | [ 53 ] |
| 46 | 05月03日 | 6連単ぴったり当てたら100万円                                     | 春日俊彰（オードリー） 小宮浩信（三四郎）                               | | [ 54 ] |
| 47 | 05月10日 | 6連単ぴったり当てたら100万円                                     | ゆうちゃみ みりちゃむ                                                   | | [ 55 ] |
| 48 | 05月17日 | 人気メニューランキング カウントダウン10回できたら100万円         | フワちゃん                                                              | | [ 56 ] |
| 49 | 05月24日 | 6連単ぴったり当てたら100万円                                     | 今田耕司 草薙航基（宮下草薙）                                           | | [ 57 ] |
| 50 | 05月31日 | 究極2択 マップタツ                                               | みちょぱ ちゅうえい（流れ星☆）                                          | | [ 58 ] |
| 51 | 06月07日 | 6連単ぴったり当てたら100万円                                     | 秋山竜次（ロバート） 狩野英孝                                           | | [ 59 ] |
| 52 | 06月14日 | スパイ1/7                                                        | ディーン・フジオカ 岩田剛典（三代目J Soul Brothers from EXILE TRIBE）   | | [ 60 ] |
| 53 | 06月21日 | 6連単ぴったり当てたら100万円                                     | 錦鯉                                                                    | | [ 61 ] |
| 54 | 07月05日 | 7人成功で100万円 プレッシャーバトン 6連単ぴったり当てたら100万円 | 濵田崇裕（ジャニーズWEST） 長尾謙杜（なにわ男子） 本田望結 本田真凜     | 2時間スペシャル （21:00 - 22:48） | [ 62 ] |
| 55 | 07月12日 | スパイ1/7                                                        | 川島明（麒麟） 佐々木希                                                 | 『所JAPAN』との合体SP 21:54 - 22:48に放送                                                                                              | [ 63 ] |
| 56 | 07月19日 | スパイ1/7                                                        | 間宮祥太朗 斉藤慎二（ジャングルポケット）                               | 22:20 - 23:14に放送 | [ 65 ] |
| 57 | 07月26日 | 6連単ぴったり当てたら100万円                                     | ヒロミ 長嶋一茂                                                         | 22:25 - 23:19に放送 | [ 67 ] |
| 58 | 08月02日 | 6連単ぴったり当てたら100万円                                     | ケンドーコバヤシ 児嶋一哉（アンジャッシュ）                             | | [ 68 ] |
| 59 | 08月16日 | 究極2択 マップタツ                                               | 滝沢カレン ひょっこりはん                                               | | [ 69 ] |
| 60 | 08月23日 | 沖縄極上ご褒美ツアー                                             | 王林 渋谷凪咲（NMB48）                                                  | 2時間スペシャル （21:00 - 22:48） | [ 70 ] |
| 61 | 08月30日 | 6連単ぴったり当てたら100万円                                     | ギャル曽根                                                              | | [ 71 ] |
| 62 | 09月06日 | 人気メニューランキング カウントダウン10回できたら100万円         | 堀田茜                                                                  | | [ 72 ] |
| 63 | 09月13日 | 6連単ぴったり当てたら100万円                                     | 澤部佑（ハライチ） 斉藤慎二（ジャングルポケット） 山之内すず            | | [ 73 ] |
| 64 | 09月20日 | スパイ1/7                                                        | 陣内智則 永野芽郁 奈緒                                                  | | [ 74 ] |
| 65 | 10月11日 | 6連単ぴったり当てたら100万円                                     | あばれる君 中村倫也                                                     | | [ 75 ] |
| 66 | 10月25日 | 6連単ぴったり当てたら100万円 7人成功で100万円プレッシャーバトン  | 小芝風花 高橋恭平（なにわ男子） 藤原丈一郎（なにわ男子）                | 2時間スペシャル （22:15 - 翌0:03） | [ 76 ] |
| 67 | 11月01日 | 人気商品ランキング カウントダウン10回できたら100万円             | 中川大志 あんり（ぼる塾）                                               | | [ 77 ] |
| 68 | 11月08日 | 6連単ぴったり当てたら100万円                                     | 宮川大輔                                                                | | [ 78 ] |
| 69 | 11月15日 | スパイ1/7                                                        | 髙地優吾（SixTONES） あんり（ぼる塾）                                   | | [ 79 ] |
| 70 | 11月29日 | スパイ1/7                                                        | 長谷川忍（シソンヌ） 生見愛瑠                                           | | [ 80 ] |
| 71 | 12月13日 | 6連単ぴったり当てたら100万円                                     | クロちゃん（安田大サーカス） 久保田かずのぶ（とろサーモン）             | | [ 81 ] |
| 72 | 12月20日 | スパイクイズ                                                     | 水田信二（和牛） 貴島明日香                                             | この日の放送分から、TVerで無料配信サービスが開始された。                                                                               | [ 82 ] |

### 2023年
| 回  | 放送日   | 放送内容 | ゲスト                                                                            | 備考                                                                                  | 出典   |
| --- | -------- | --- | --------------------------------------------------------------------------------- | ------------------------------------------------------------------------------------- | ------ |
| 73  | 01月10日 | スパイ1/7 6連単ぴったり当てたら100万円                                                                                        | 草彅剛 近藤春菜（ハリセンボン） チョコレートプラネット                            | 2時間スペシャル （21:00 - 22:48）                                                     | [ 83 ] |
| 74  | 01月17日 | 人気商品ランキング カウントダウン10回できたら100万円                                                                          | フワちゃん                                                                        |                                                                                       |        |
| 75  | 01月24日 | スパイ1/7 | 木村拓哉 綾瀬はるか                                                               |                                                                                       |        |
| 76  | 01月31日 | 6連単ぴったり当てたら100万円                                                                                                  | 坂上忍                                                                            |                                                                                       |        |
| 77  | 02月07日 | スパイ1/7 | EXIT                                                                              |                                                                                       |        |
| 78  | 02月14日 | 究極2択 マップタツ | 谷まりあ                                                                          |                                                                                       |        |
| 79  | 02月21日 | スパイ1/7 | 生田斗真 フワちゃん                                                               |                                                                                       |        |
| 80  | 02月28日 | 6連単ぴったり当てたら100万円                                                                                                  | 佐々木久美（日向坂46） 齊藤京子（日向坂46）                                       |                                                                                       |        |
| 81  | 03月07日 | 人気メニューランキング カウントダウン10回できたら100万円                                                                      | みちょぱ                                                                          |                                                                                       |        |
| 82  | 03月14日 | スパイ1/7 | 目黒蓮（Snow Man） 藤田ニコル                                                     |                                                                                       |        |
| 83  | 03月21日 | 6連単ぴったり当てたら100万円                                                                                                  | アンタッチャブル                                                                  |                                                                                       |        |
| 84  | 04月04日 | 3年目突入! 福岡ご褒美ツアー                                                                                                   | なし                                                                              | 2時間18分スペシャル （21:00 - 23:18） この回から衣装がリニューアル。                  |        |
| 85  | 04月18日 | スパイ1/7 | 三浦翔平 稲田直樹（アインシュタイン）                                             |                                                                                       |        |
| 86  | 04月25日 | 6連単ぴったり当てたら100万円                                                                                                  | 三村マサカズ（さまぁ～ず）                                                        |                                                                                       |        |
| 87  | 05月02日 | スパイ1/7 | 水田信二（和牛） 井上咲楽                                                         |                                                                                       |        |
| 88  | 05月09日 | 6連単ぴったり当てたら100万円                                                                                                  | 小木博明（おぎやはぎ） あばれる君                                                 |                                                                                       |        |
| 89  | 05月16日 | スパイ1/7 | 伊藤沙莉 柄本時生                                                                 |                                                                                       |        |
| 90  | 05月23日 | 6連単ぴったり当てたら100万円                                                                                                  | ニューヨーク                                                                      |                                                                                       |        |
| 91  | 05月30日 | 6連単ぴったり当てたら100万円                                                                                                  | ナダル（コロコロチキチキペッパーズ）                                              |                                                                                       |        |
| 92  | 06月06日 | スパイ1/7 | 松下洸平 金田哲（はんにゃ.）                                                      |                                                                                       |        |
| 93  | 06月13日 | 人気メニューカウントダウン10回できたら100万円                                                                                 | 福田麻貴（3時のヒロイン）                                                         |                                                                                       |        |
| 94  | 06月27日 | 6連単ぴったり当てたら100万円                                                                                                  | 速水もこみち                                                                      |                                                                                       |        |
| 95  | 07月04日 | 賞金山分け夏の2時間SP | 村上佳菜子 鬼越トマホーク クロちゃん（安田大サーカス） 槙野智章 成田凌 青山テルマ | 2時間スペシャル （21:00 - 22:48）                                                     |        |
| 96  | 07月11日 | 6連単ぴったり当てたら100万円                                                                                                  | 井口浩之（ウエストランド）                                                        |                                                                                       |        |
| 97  | 07月25日 | 満票だったら100万円! ザ・ベストアンサー                                                                                       | 吉村崇（平成ノブシコブシ）                                                        |                                                                                       |        |
| 98  | 08月01日 | スパイ1/7 大反省会SP | みちょぱ                                                                          |                                                                                       |        |
| 99  | 08月08日 | スパイ1/7 | DAIGO 村重杏奈                                                                    |                                                                                       |        |
| 100 | 08月15日 | 6連単ぴったり当てたら100万円                                                                                                  | 長嶋一茂                                                                          |                                                                                       |        |
| 101 | 08月22日 | 夏休み北海道2時間SP!! | タカアンドトシ 髙木菜那                                                           | 2時間スペシャル （21:00 - 22:48）                                                     |        |
| 102 | 08月29日 | スパイ1/7 | 間宮祥太朗 藤本敏史（FUJIWARA）                                                   |                                                                                       |        |
| 103 | 09月05日 | 満票だったら100万円! ザ・ベストアンサー                                                                                       | 川島明（麒麟）                                                                    |                                                                                       |        |
| 104 | 09月12日 | ビストロダイアン | 菅田将暉 小倉優子 ギャル曽根                                                      |                                                                                       |        |
| 105 | 09月19日 | 人気メニューカウントダウン10回できたら100万円                                                                                 | ヒコロヒー                                                                        |                                                                                       |        |
| 106 | 10月03日 | 100万円に大熱狂! 神回スペシャル                                                                                               | なし                                                                              |                                                                                       |        |
| 107 | 10月10日 | 人気メニューカウントダウン10回できたら100万円 街なか6連単ぴったり当てたら100万円 100万円山分け!ミリオンクルーズin北海道支笏湖 | 吉岡里帆 福田麻貴（3時のヒロイン）                                                | 2時間スペシャル （21:00 - 22:48）                                                     |        |
| 108 | 10月17日 | スパイ1/7 | 陣内智則 みちょぱ                                                                 | [ 85 ]                                                                                |        |
| 109 | 10月24日 | 6連単ぴったり当てたら100万円                                                                                                  | ニューヨーク                                                                      |                                                                                       |        |
| 110 | 10月31日 | 6連単ぴったり当てたら100万円                                                                                                  | 狩野英孝 小宮浩信（三四郎）                                                       |                                                                                       |        |
| 111 | 11月07日 | 満票だったら100万円! ザ・ベストアンサー                                                                                       | 粗品（霜降り明星）                                                                |                                                                                       |        |
| 112 | 11月14日 | VS強豪校 | おたけ（ジャングルポケット）                                                      |                                                                                       |        |
| 113 | 11月21日 | ビストロダイアン | ハシヤスメ・アツコ ラランド                                                       | 途中、北朝鮮によるミサイル発射実験によるJアラート発令に伴う、報道特別番組のため中断。 |        |
| 114 | 11月28日 | 6連単ぴったり当てたら100万円                                                                                                  | 小籔千豊                                                                          |                                                                                       |        |
| 115 | 12月05日 | スパイ1/7 | 宮野真守 児嶋一哉（アンジャッシュ）                                               |                                                                                       |        |
| 116 | 12月12日 | 6連単ぴったり当てたら100万円                                                                                                  | 田中卓志（アンガールズ）                                                          |                                                                                       |        |
| 117 | 12月19日 | 満票だったら100万円! ザ・ベストアンサー                                                                                       | バカリズム                                                                        |                                                                                       |        |
| 118 | 12月26日 | 人気商品カウントダウン10回できたら100万円 スパイ1/7 満票だったら100万円! ザ・ベストアンサー                                   | 指原莉乃 尾形貴弘（パンサー） 中条あやみ 森川葵 フワちゃん                        | 2時間18分スペシャル （21:00 - 23:18）                                                 |        |

### 2024年
| 回  | 放送日         | 放送内容                                                                               | ゲスト                                                                                               | 備考                                                                  | 出典 |
| --- | -------------- | -------------------------------------------------------------------------------------- | --- | --------------------------------------------------------------------- | ---- |
| 119 | 01月09日       | スパイ1/7                                                                              | 中島健人（Sexy Zone） 奈緒                                                                           |                                                                       |      |
| 120 | 01月16日       | 満票だったら100万円! ザ・ベストアンサー                                                | 伊集院光                                                                                             |                                                                       |      |
| 121 | 01月23日       | 6連単ぴったり当てたら100万円                                                           | DAIGO                                                                                                |                                                                       |      |
| 122 | 01月30日       | 満票だったら100万円! ザ・ベストアンサー                                                | 千原ジュニア（千原兄弟）                                                                             |                                                                       |      |
| 123 | 02月06日       | スパイ1/7                                                                              | 岡村隆史（ナインティナイン） 向井康二（Snow Man）                                                    |                                                                       |      |
| 124 | 02月13日       | 名場面人気なのはどっち! ぜんぶ当てたら100万円                                          | なし                                                                                                 |                                                                       |      |
| 125 | 02月20日       | 人気メニューカウントダウン10回当てたら100万円                                          | 土屋太鳳 長谷川雅紀（錦鯉）                                                                          |                                                                       |      |
| 126 | 02月27日       | VS強豪校                                                                               | クロちゃん（安田大サーカス） 森香澄                                                                  |                                                                       |      |
| 127 | 03月05日       | スパイ1/7                                                                              | ケンドーコバヤシ 田中卓志（アンガールズ）                                                            |                                                                       |      |
| 128 | 03月12日       | 6連単ぴったり当てたら100万円                                                           | あばれる君 中岡創一（ロッチ）                                                                        |                                                                       |      |
| 129 | 03月19日       | 6連単ぴったり当てたら100万円                                                           | 木梨憲武（とんねるず）                                                                               |                                                                       |      |
| 130 | 04月02日       | ファッション6連単ぴったり当てたら100万円2024春 10万円カウントダウンチャレンジ          | ダイアン ニューヨーク 水田信二 金田哲（はんにゃ.） タカアンドトシ 陣内智則 秋山竜次（ロバート） EXIT | 2時間スペシャル （21:00 - 22:48）                                     |      |
| 131 | 04月09日       | スパイ1/7                                                                              | 杉咲花 生田絵梨花                                                                                    |                                                                       |      |
| 132 | 04月16日       | 満票だったら100万円! ザ・ベストアンサー                                                | 陣内智則                                                                                             |                                                                       |      |
| 133 | 04月23日       | 昔の写真で人探し! 顔ビンゴ 有名人を見つけろ! パンスト刑事                              | ダイアン                                                                                             |                                                                       |      |
| 134 | 04月30日       | 満票だったら100万円! ザ・ベストディッシュ                                              | ダイアン 与田祐希（乃木坂46） 久代萌美                                                               |                                                                       |      |
| 135 | 05月07日       | スパイ1/7                                                                              | 田中圭 りんたろー。（EXIT） 福田麻貴（3時のヒロイン）                                                | ノブは欠席。                                                          |      |
| 136 | 05月14日       | 6連単ぴったり当てたら100万円                                                           | ダイアン アインシュタイン                                                                            | ノブは欠席。                                                          |      |
| 137 | 05月21日       | 満票だったら100万円! ザ・ベストアンサー                                                | 兼近大樹（EXIT） ゆうちゃみ                                                                          | ノブは欠席。                                                          |      |
| 138 | 05月28日       | スパイ1/7                                                                              | 生田斗真 川島明（麒麟） 長谷川忍（シソンヌ）                                                         | 華丸は欠席。 川島が華丸と同じメンバーカラーで出演。                   |      |
| 139 | 06月04日       | 6連単ぴったり当てたら100万円                                                           | 川島明（麒麟） 森田哲矢（さらば青春の光）                                                            | 華丸は欠席。 川島が華丸と同じメンバーカラーで出演。                   |      |
| 140 | 06月11日       | カラオケソング カウントダウン10回できたら100万円                                       | あの                                                                                                 | 15分繰り下げ （22:15 - 23:09）                                        |      |
| 141 | 06月18日       | VS強豪校                                                                               | 津田篤宏（ダイアン） アントニー（マテンロウ） 森香澄                                                 | 山内は欠席。                                                          |      |
| 142 | 07月02日       | 夏の金沢ロケ2時間スペシャル                                                            | 宮川大輔 向井康二（Snow Man） 赤楚衛二 あんり（ぼる塾） クロちゃん（安田大サーカス）                 | 2時間スペシャル （21:00 - 22:48）                                     |      |
| 143 | 07月09日       | スパイ1/7                                                                              | 仲野太賀 小籔千豊                                                                                    |                                                                       |      |
| 144 | 07月16日       | 満票だったら100万円! ザ・ベストアンサー                                                | 後藤輝基（フットボールアワー）                                                                       |                                                                       |      |
| 145 | 07月23日       | 6連単ぴったり当てたら100万円                                                           | とにかく明るい安村 尾形貴弘（パンサー）                                                              |                                                                       |      |
| 146 | 07月30日       | バズったのはどっち? 全部当てたら100万円                                                | なし                                                                                                 |                                                                       |      |
| 147 | 08月13日       | スパイ1/7                                                                              | 佐藤栞里 中岡創一（ロッチ）                                                                          |                                                                       |      |
| 148 | 08月20日       | 人気商品カウントダウン10回できたら100万円                                              | 渋谷凪咲                                                                                             |                                                                       |      |
| 149 | 08月27日       | VS強豪校                                                                               | 小宮浩信（三四郎） 山本里菜                                                                          |                                                                       |      |
| 150 | 09月17日       | 6連単ぴったり当てたら100万円 スパイ2/7                                                 | 錦鯉 遠藤憲一 みちょぱ                                                                               | 2時間スペシャル （21:00 - 22:48） この回から賞金は新紙幣を使用。      |      |
| 151 | 09月24日       | ファッション6連単ぴったり当てたら100万円2024秋 1秒1000円! 賞金カウントダウンチャレンジ | ニューヨーク 水田信二 児嶋一哉（アンジャッシュ） 神尾楓珠 堀田茜                                     | 2時間スペシャル （21:00 - 22:48）                                     |      |
| 152 | 10月01日       | スパイ1/7                                                                              | 杉野遥亮 ヒコロヒー                                                                                  |                                                                       |      |
| 153 | 10月08日       | 満票だったら100万円!ザ・ベストアンサー                                                 | ケンドーコバヤシ                                                                                     | 15分繰り下げ （22:15 - 23:09）                                        |      |
| 154 | 10月15日       | 6連単ぴったり当てたら100万円                                                           | ウエンツ瑛士                                                                                         |                                                                       |      |
| 155 | 10月22日       | スパイ1/7                                                                              | 陣内智則 神田愛花                                                                                    |                                                                       |      |
| 156 | 10月29日       | 満票だったら100万円! ザ・ベストアンサー                                                | 長嶋一茂                                                                                             | 85分繰り下げ （23:25 - 0:19）                                         |      |
| 157 | 11月05日       | 人気メニューカウントダウン10回できたら100万円                                          | 黒木華                                                                                               |                                                                       |      |
| 158 | 11月12日       | VS強豪校                                                                               | りんたろー。（EXIT） 森香澄                                                                          |                                                                       |      |
| 159 | 11月19日       | スパイ1/7                                                                              | 浜辺美波 山下美月                                                                                    |                                                                       |      |
| SP  | 11月23日（土） | 6連単ぴったり当てたら100万円                                                           | 東野幸治 ブラックマヨネーズ 黒田有（メッセンジャー） 山本浩之                                        | ノブは欠席。 『カンテレ祭り! 人気番組大集合!! 8ちゃめちゃ生テレビ』内 |      |
| 160 | 11月26日       | 満票だったら100万円! ザ・ベストアンサー                                                | 水田信二                                                                                             |                                                                       |      |
| 161 | 12月03日       | 6連単ぴったり当てたら100万円                                                           | バカリズム                                                                                           |                                                                       |      |
| 162 | 12月10日       | スパイ1/7                                                                              | Perfume                                                                                              | ノブは欠席。                                                          |      |
| 163 | 12月17日       | 満票だったら100万円! ザ・ベストアンサー                                                | ケンドーコバヤシ せいや（霜降り明星）                                                                | ノブは欠席。                                                          |      |
| 164 | 12月24日       | 6連単ぴったり当てたら100万円                                                           | 川島明（麒麟）                                                                                       |                                                                       |      |

### 2025年
| 回  | 放送日   | 放送内容                                                              | ゲスト | 備考                                         | 出典    |
| --- | -------- | --------------------------------------------------------------------- | --- | -------------------------------------------- | ------- |
| 165 | 01月14日 | スパイ1/7                                                             | 菅田将暉 三宅健 |                                              | [ 89 ]  |
| 166 | 01月21日 | 覆面さんと遊ぼう!                                                     | 呂布カルマ みなみかわ 熊田曜子 山田勝己 | 15分繰り下げ （22:15 - 23:09）               | [ 91 ]  |
| 167 | 01月28日 | VS強豪校                                                              | あばれる君 高見侑里 |                                              | [ 92 ]  |
| 168 | 02月04日 | スパイ1/7                                                             | 吉村崇（平成ノブシコブシ） あんり（ぼる塾） |                                              | [ 93 ]  |
| 169 | 02月11日 | ツダウト                                                              | 中島健人 |                                              | [ 94 ]  |
| 170 | 02月18日 | スパイ1/7                                                             | 津田篤宏（ダイアン） 森七菜 | 当初は2月25日放送予定であった                | [ 95 ]  |
| 171 | 2月25日  | 6連単ぴったり当てたら100万円                                          | 狩野英孝 小宮浩信（三四郎） 川島明（麒麟） 陣内智則                                                                                               |                                              | [ 96 ]  |
| 172 | 03月04日 | VS強豪校                                                              | とにかく明るい安村 山本里菜 |                                              | [ 97 ]  |
| 173 | 03月11日 | 人気商品カウントダウン10回できたら100万円                             | 丸山桂里奈 |                                              | [ 98 ]  |
| 174 | 03月18日 | ツダウト                                                              | 水田信二 福田麻貴（3時のヒロイン） |                                              | [ 99 ]  |
| 175 | 03月25日 | スパイ1/7                                                             | 若槻千夏 柴田英嗣（アンタッチャブル） |                                              | [ 100 ] |
| 176 | 04月08日 | 6連単ぴったり当てたら100万円                                          | 徳井義実（チュートリアル） 蛍原徹 | 15分繰り下げ （22:15 - 23:09） 濱家は欠席    | [ 102 ] |
| 177 | 04月15日 | スパイ1/7                                                             | 北川景子 塚地武雅（ドランクドラゴン） |                                              | [ 103 ] |
| 178 | 04月22日 | 5年目突入スペシャル! 東京下町グルメ爆食バトル 前編                    | 井口浩之（ウエストランド） 小木博明（おぎやはぎ） クロちゃん（安田大サーカス） 中岡創一（ロッチ） ニューヨーク 福田麻貴（3時のヒロイン） 水田信二 |                                              | [ 104 ] |
| 179 | 04月29日 | 5年目突入スペシャル! 東京下町グルメ爆食バトル 後編                    | 井口浩之（ウエストランド） 小木博明（おぎやはぎ） クロちゃん（安田大サーカス） 中岡創一（ロッチ） ニューヨーク 福田麻貴（3時のヒロイン） 水田信二 |                                              | [ 105 ] |
| 180 | 05月06日 | 5年目突入スペシャル! ロケスパイ1/7                                    | クロちゃん（安田大サーカス） |                                              | [ 106 ] |
| 181 | 05月13日 | 満票だったら100万円! ザ・ベストアンサー                               | 高橋茂雄（サバンナ） |                                              | [ 107 ] |
| 182 | 05月20日 | スパイ1/7                                                             | 玉井詩織（ももいろクローバーZ） 伊藤俊介（オズワルド）                                                                                            |                                              | [ 108 ] |
| 183 | 05月27日 | 6連単ぴったり当てたら100万円                                          | 陣内智則 |                                              | [ 109 ] |
| 184 | 06月03日 | スパイ1/7                                                             | 野呂佳代 山添寛（相席スタート） |                                              | [ 110 ] |
| 185 | 06月10日 | 覆面さんと遊ぼう!                                                     | 片岡鶴太郎 水谷隼 村上佳菜子 藤田憲右（トータルテンボス）                                                                                         |                                              | [ 111 ] |
| 186 | 06月17日 | VS強豪校                                                              | おいでやす小田 山本里菜 |                                              | [ 112 ] |
| SP  | 07月01日 | 華大さん千鳥くんが殴り込み! 全国1万人に聞いた! ココが謎だよ! 関西人SP | 華大さん千鳥くんが殴り込み! 全国1万人に聞いた! ココが謎だよ! 関西人SP                                                                             | 『ちゃちゃ入れマンデー』とのコラボとして放送 |         |
| 187 | 07月01日 | 夏の2時間SPin大阪                                                     | 東野幸治 黒田有（メッセンジャー） 山本浩之 スーパーマラドーナ 市川（女と男） セルライトスパ 隣人                                                  | 2時間スペシャル （21:00 - 22:48）            | [ 113 ] |
| 188 | 07月08日 | スパイ2/7                                                             | 福原遥 長田庄平（チョコレートプラネット） | 30分繰り上げ （21:30 - 22:48）               | [ 115 ] |
| 189 | 07月22日 | 6連単ぴったり当てたら100万円                                          | せいや（霜降り明星） | 15分繰り下げ （22:15 - 23:09）               | [ 117 ] |
| 190 | 07月29日 | スパイ1/7                                                             | 吉高由里子 後藤輝基（フットボールアワー） |                                              | [ 118 ] |
| 191 | 08月05日 | 満票だったら100万円! ザ・ベストアンサー                               | 井口浩之（ウエストランド） |                                              | [ 119 ] |
| 192 | 08月12日 | スパイ1/7                                                             | EXIT |                                              | [ 120 ] |
| 193 | 08月19日 | 6連単ぴったり当てたら100万円                                          | 小木博明（おぎやはぎ） 山崎弘也（アンタッチャブル）                                                                                               |                                              | [ 121 ] |

## ネット局と放送時間
遅れネット・再放送で火曜日の放送ではない場合、EPG上では『火曜は全力!』の冠を外して放送している。
| 放送対象地域   | 放送局                    | 系列                                         | 放送時間                     | ネット状況 | 備考       |
| -------------- | ------------------------- | -------------------------------------------- | ---------------------------- | ---------- | ---------- |
| 近畿広域圏     | 関西テレビ（KTV）         | フジテレビ系列                               | 火曜 22:00 - 22:54           | 制作局     |            |
| 北海道         | 北海道文化放送（uhb）     | フジテレビ系列                               | 火曜 22:00 - 22:54           | 同時ネット |            |
| 岩手県         | 岩手めんこいテレビ（mit） | フジテレビ系列                               | 火曜 22:00 - 22:54           | 同時ネット |            |
| 宮城県         | 仙台放送（OX）            | フジテレビ系列                               | 火曜 22:00 - 22:54           | 同時ネット |            |
| 秋田県         | 秋田テレビ（AKT）         | フジテレビ系列                               | 火曜 22:00 - 22:54           | 同時ネット |            |
| 山形県         | さくらんぼテレビ（SAY）   | フジテレビ系列                               | 火曜 22:00 - 22:54           | 同時ネット |            |
| 福島県         | 福島テレビ（FTV）         | フジテレビ系列                               | 火曜 22:00 - 22:54           | 同時ネット |            |
| 関東広域圏     | フジテレビ（CX）          | フジテレビ系列                               | 火曜 22:00 - 22:54           | 同時ネット |            |
| 新潟県         | NST新潟総合テレビ（NST）  | フジテレビ系列                               | 火曜 22:00 - 22:54           | 同時ネット |            |
| 長野県         | 長野放送（NBS）           | フジテレビ系列                               | 火曜 22:00 - 22:54           | 同時ネット |            |
| 静岡県         | テレビ静岡（SUT）         | フジテレビ系列                               | 火曜 22:00 - 22:54           | 同時ネット |            |
| 富山県         | 富山テレビ（BBT）         | フジテレビ系列                               | 火曜 22:00 - 22:54           | 同時ネット |            |
| 石川県         | 石川テレビ（ITC）         | フジテレビ系列                               | 火曜 22:00 - 22:54           | 同時ネット |            |
| 福井県         | 福井テレビ（FTB）         | フジテレビ系列                               | 火曜 22:00 - 22:54           | 同時ネット |            |
| 中京広域圏     | 東海テレビ（THK）         | フジテレビ系列                               | 火曜 22:00 - 22:54           | 同時ネット |            |
| 島根県・鳥取県 | さんいん中央テレビ（TSK） | フジテレビ系列                               | 火曜 22:00 - 22:54           | 同時ネット |            |
| 岡山県・香川県 | 岡山放送（OHK）           | フジテレビ系列                               | 火曜 22:00 - 22:54           | 同時ネット |            |
| 広島県         | テレビ新広島（tss）       | フジテレビ系列                               | 火曜 22:00 - 22:54           | 同時ネット |            |
| 愛媛県         | テレビ愛媛（EBC）         | フジテレビ系列                               | 火曜 22:00 - 22:54           | 同時ネット |            |
| 高知県         | 高知さんさんテレビ（KSS） | フジテレビ系列                               | 火曜 22:00 - 22:54           | 同時ネット |            |
| 福岡県         | テレビ西日本（TNC）       | フジテレビ系列                               | 火曜 22:00 - 22:54           | 同時ネット |            |
| 佐賀県         | サガテレビ（STS）         | フジテレビ系列                               | 火曜 22:00 - 22:54           | 同時ネット |            |
| 長崎県         | テレビ長崎（KTN）         | フジテレビ系列                               | 火曜 22:00 - 22:54           | 同時ネット |            |
| 熊本県         | テレビくまもと（TKU）     | フジテレビ系列                               | 火曜 22:00 - 22:54           | 同時ネット |            |
| 鹿児島県       | 鹿児島テレビ（KTS）       | フジテレビ系列                               | 火曜 22:00 - 22:54           | 同時ネット |            |
| 沖縄県         | 沖縄テレビ（OTV）         | フジテレビ系列                               | 火曜 22:00 - 22:54           | 同時ネット |            |
| 大分県         | テレビ大分（TOS）         | 日本テレビ系列 フジテレビ系列                | 火曜 22:00 - 22:54           | 同時ネット |            |
| 宮崎県         | テレビ宮崎（UMK）         | フジテレビ系列 日本テレビ系列 テレビ朝日系列 | 日曜 0:55 - 1:50（土曜深夜） | 遅れネット | [ 注釈 5 ] |
| 青森県         | 青森朝日放送（ABA）       | テレビ朝日系列                               | 土曜 12:00 - 12:55           | 遅れネット | [ 注釈 6 ] |

| 配信サイト | 配信時間        | 備考                 |
| ---------- | --------------- | -------------------- |
| TVer       | 火曜 22:54 更新 | 最新話限定で無料配信 |
| GyaO!      | 水曜 10:00 更新 | 最新話限定で無料配信 |

## スタッフ
2025年7月8日時点
- ビジュアルデザイン：ネゴシックス
- ナレーション：遠藤綾【メイン】、佐伯美由紀、川島壮雄・吉原功兼（関西テレビアナウンサー）【週替り】
- 構成：山形遼介、カツオ、石毛義明、雨宮裕也【毎週】、平岡達哉【不定期】
- SW：神尾淳
- CAM：山脇吉記（以前は週替り）、鴨下達也
- VE：横川友之
- AUD：戸ノ崎沙綾
- LT：香川和代
- 美術プロデューサー：半田裕記
- デザイン：岩井愛
- 美術ディレクター：小坂青一郎
- 装置：鈴木匡人
- 操作：秋山晃大
- 美術マネジメント【※クレジット表記なし】：小美野淳一
- ヘアメイク：マービィ
- 編集：稲垣浩二、石垣光司（石垣→一時離脱→復帰）【週替り】
- MA：大脇唯矢、土屋由香【週替り】
- 音響効果：クォン・ジンホ
- TK：TBG
- 技術協力：SWISHJAPAN、UNBIT.、プログレッソ、JINOSONIC
- 協力：レモンスタジオ【毎週】、東京オフラインセンター、戯音工房、ビーオネスト（ビーオネ→以前は毎週）、デジデリック【週替り】
- 編成：塚越弓平（関西テレビ）
- 宣伝：樋口旭、可知井七海（関西テレビ、樋口→2025年6月10日 - ）
- データ分析：川原悠（関西テレビ、2023年8月29日 - ）
- フードコーディネーター：落合貴子、松浦和夏【不定期】
- AD：小野将太郎・松島朋香・荒井友梨・平野友誠・家崎杏・関澤尚（IVSテレビ制作）、西尾天平、盛田龍哉、清水俊岐、棚橋(町)亮太、丸野乙葉、山之内巧、近藤茜、松本尚也、宮川祐成、持田欣也、久保田雄大、猪ノ口聖(望)、大屋翔希、王警瑶、野田賛太、芦口竜斗、石倉伸、村松あみ、太田寛子、田村美紗、花木愛、金沢優汰、山下花梨、藤岡美羽【週替り】
- AP：瀬田真弓（IVSテレビ制作）、假屋颯太（吉本興業、2023年8月29日 - ）【毎週】、福田真琴、木下真奈未（オフィスクライン）、柳澤咲希、山田大揮、小川瑞稀（ROFL）、武田真世（IVSテレビ制作）、小島久瑠(玖留)実（武田・小島→以前はAD）【週替り】
- ラインプロデューサー：荻野美樹（IVSテレビ制作、2023年2月14日 - 、以前はAP）
- ディレクター：青木祐太・栗原悠太郎・多湖雄之介・稲毛良・松林里奈・橋本雄太（IVSテレビ制作）、内藤恵子・岩崎陽介（吉本興業）、久世恵太（よしもとブロードエンタテインメント）、山田翔太（Gothic）、村田諒（村田→以前はAD）、宮川剛史、宮本幸史・宮本貴資（フリーピット、宮本幸→以前はAD）、生駒真也・伊差川竜也（ROFL）、藤森達也、鈴木靖広、水上雄一朗（GUTS）、小島啓太、塚本智久、工藤千賀（吉本興業、以前はAD）、小名大輝、根ヶ山高弘【週替り】
- チーフ/ディレクター：川崎敬（Gothic）、佐藤裕司（吉本興業）【週替り、回によって異なる】
- チーフディレクター：須原淳一郎・千頭浩隆（IVSテレビ制作）、柳信也（Gothic）、小石重蔵・新谷洋介（吉本興業、新谷→以前はチーフ/ディレクター）、小田清仁（ROFL）、吉川亮太（関西テレビ、以前はディレクター►チーフディレクター►チーフ/ディレクター）【週替り】
- プロデューサー：渡辺将司・近藤照代（IVSテレビ制作）、香西大輝（吉本興業）【毎週】、山ノ内禎枝（カスタム）、長嶺望（オフィスNY）、田村力（ビーオネスト）、加茂忠夫（オフィスクライン）【週替り】（山ノ内・長嶺・加茂→以前は毎週、渡辺→以前は演出）
- 演出：横田幸介（関西テレビ）、水沼保和（IVSテレビ制作）（2人共に2024年11月12日 - ）
- 総合演出：髙橋諒太（関西テレビ）
- チーフプロデューサー：片山健太（関西テレビ、2023年8月29日-、以前は2023年5月2日 - 7月までプロデューサー）
- 制作協力：IVSテレビ制作、吉本興業、ROFL、Gothic
- 制作：関西テレビクリエイティブ本部制作局 東京制作部
- 制作著作：カンテレ

### 過去のスタッフ
- 構成：長谷川優【不定期】
- CAM：佐藤厚誠【週替り】、川岸正浩【不定期】
- 美術制作：矢納采佳
- 操作：岩尾匡介
- 編成：青木裕子、古橋由依子（関西テレビ、古橋→一時離脱）
- 宣伝：中林佳苗、佐藤英明、大澤郁予、金彩媛（関西テレビ、佐藤→一時離脱、大澤→2024年6月4日 - 、金彩→2024年10月1日 - ）
- AD：谷直弥・石井美玖・藤瀬はる加・小寺梓（IVSテレビ制作）、森田大輝・林十愛光・近藤和司（オフィスクライン）、本山健太、新井夏美、磯明日香、辻貴裕、川﨑大地、岡本大地、音堅瑠偉、諸角諒、小玉航平、山田智慧、小島直人、葛城美乃・拘飼広大・髙見聡輝・長﨑勇希・小玉航平・荻巣和也（IVSテレビ制作）、緑川力輝、辻健太、多富一英、渡部あすか、高本彩華、石郷美紅、岩見遼、今井藍希、山口裕毅、加藤翔太(汰)朗、森山太一、吉田安、髙橋雅、白木咲英【週替り】
- AP：林真凜・松原杏奈（吉本興業）【毎週】、長縄ゆりか、伊藤瑛梨、木下麗、小和田夏実（小和田→以前はAD）、藤原華歩、川(河)村理美、柳田久瑠実、佐々木崇、東野真有【週替り】
- ディレクター：瀬川翔（関西テレビ）、柴田玲奈・大田善紀・千々布真澄・宮田亮慶・藤井美音（IVSテレビ制作）、久富久伸、田中友洋、永瀬直哉（エスエスシステム）、土田香織（吉本興業、以前はAD）、橋本伸行、柳将和、長谷川裕貴、山本カンスケ、岡山薫、柴田穣、山下進之介、小川祥吾、境太資、榛澤祥希、丸尾直人（丸尾→以前はAD）、藤田豊平、布澤達也（3RINGS）、三原誠、泉貴晶（バックアップメディア）、菊地由晃（Gothic）、江藤博文（ヒロックスエンターテインメント）【週替り】
- チーフ/ディレクター：田村育（シオプロ）【週替り、回によって異なる】
- プロデューサー：友岡伸介（関西テレビ）、田井中皓介・工藤翔平・帯川航（吉本興業）、橋本孔一（Gothic）
- チーフプロデューサー：前洋平（関西テレビ）

## 音楽

### オープニングテーマ
- BiSH「beautifulさ」[注釈 7]

### エンディングテーマ
| 回        | 年月            | タイトル                                               |
| --------- | --------------- | ------------------------------------------------------ |
| 1 - 11    | 2021年4月 - 6月 | サクヤコノハナ「あいまいME」                           |
| 12 - 22   | 7月 - 9月       | マジカル・パンチライン「キラハピ」                     |
| 23 - 32   | 10月 - 12月     | 48-フォーエイト「COLORFUL!!」                          |
| 33 - 36   | 2022年1月       | ダイアン×クリープハイプ尾崎世界観「二人の間」          |
| 37 - 43   | 2月 - 3月       | つぼみ大革命「Jelly Beans」                            |
| 44 - 48   | 4月 - 5月       | Everybody「Open the Curtain,SEXY!!」                   |
| 49 - 54   | 5月 - 7月       | NEGI☆U「PANIGHT」                                      |
| 55 - 64   | 7月 - 9月       | ジュースごくごく倶楽部「井上さん」                     |
| 65 - 72   | 10月 - 12月     | 青い「推しあわせ」                                     |
| 73・74    | 2023年1月       | unders7「For Live」                                    |
| 75 - 83   | 1月 - 3月       | unders7「#キミの夢、叶えるのが夢」                     |
| 84 - 94   | 4月 - 6月       | DXTEEN「Brand New Day」                                |
| 95 - 105  | 7月 - 9月       | ふぇありーているず!「好機到来レボリューション」        |
| 106 - 118 | 10月 - 12月     | DOBERMAN INFINITY「マンマミーア!」                     |
| 119 - 129 | 2024年1月 - 3月 | DXTEEN「Calendar」                                     |
| 130 - 141 | 4月 - 6月       | lyrical school「Ringing」                              |
| 142 - 151 | 7月 - 9月       | マジカル・パンチライン「マジカル・トキメキハイビーム」 |
| 152 - 164 | 10月 - 12月     | ビッケブランカ「High Love」                            |
| 165 - 176 | 2025年1月 - 3月 | DOBERMAN INFINITY「Take A Ticket」                     |
| 177 - 186 | 4月 - 6月       | Sundae May Club「渦中ロック」                          |
| 187 - 000 | 7月 -           | MyM「超NAMAIKI」                                       |